# Dieta per als diabètics
La dieta per als diabètics és la que es recomana als pacients amb diabetis mellitus. Es recomana una ingesta alta en fibra alimentària, especialment fibra soluble, però baixa en greixos (especialment els saturats). Les recomanacions de la fracció del total de calories que s'obtinguin de carbohidrats en una revisió de 2006 varien de 40 a 65%. Sembla aconsellable reduir la seva ingesta d'hidrats de carboni que tenen un alt índex glucèmic (IG). En cas d'hipoglucèmia, cal prendre aliments o begudes que elevin la glucosa en sang ràpidament, seguit de la presa de carbohidrats d'acció prolongada.

## Contingut calòric total
En persones amb sobrepès o obesitat caldrà una dieta amb un menor quantitat de calories. La quantitat de calories ha d'establir-se per a cada individu. Ha donat bons resultats la conducció d'un registre diari d'alimentació per a mantenir el control.

## Hidrats de carboni
Els plans alimentaris tradicionals exigien al pacient diabètic que no mengés mai més aliments com pastes, pa i patates, pel que van sorgir en el mercat productes com fideus per a diabètics i pa i galetes de gluten, entre d'altres.
Aquests productes tenen la característica de posseir menor quantitat d'hidrats de carboni. Però com contrapartida, per a conservar-los i donar-los consistència semblant als originals, tenen additius que contenen proteïnes i lípids, podent perillar la salut del seu ronyó i les seves artèries.
Recordem que aquests nutrients també han de comptabilitzar-se en el pla alimentari dels diabètics.
A més de ser més costosos, gràcies als avanços en la investigació nutricional es va comprovar que el diabètic no els necessita, podent menjar de manera molt semblant a la resta de la família.
En el "Consens de pautes per a l'alimentació del diabètic", organitzat per la Societat Argentina de Diabetis, es van reafirmar conceptes que coincideixen amb la idea que la persona amb diagnòstic de diabetis no necessita consumir aliments especials, sinó que per contra el que necessita, és aprendre a menjar els aliments i productes alimentaris comuns, en un ordre i proporció determinats, que dependrà del seu ritme de vida, necessitats energètiques i gustos personals, harmonitzant els moments de menjar amb la insulina aplicada i/o amb els hipoglucemiants orals.
La idea principal és consumir tot tipus d'aliments sabent quan, quant, de quina manera i amb quina freqüència consumir-los. En certa manera, és similar a un pla alimentari saludable.
Sempre resulta imprescindible consultar a professionals del tema, ja que un pla alimentari per a diagnòstic de diabetis no és una llista de prohibicions sinó un conjunt d'aliments organitzats de manera científica.

## Recomanacions del Pla d'Alimentació
Les recomanacions del pla d'alimentació es poden donar en forma de menús fixos o bé mitjançant taules d'intercanvi d'aliments, un sistema més complex inicialment però que proporciona major flexibilitat a llarg termini. Aquests sistemes són combinables, podent aportar llistes d'intercanvis d'aliments a un menú fix.
L'elecció del tipus de pla d'alimentació depèn molt de les característiques de cada persona, sent essencial realitzar una adaptació a l'estil de vida habitual. S'ha de tenir en compte si existeix hipertensió arterial, dislipèmia, insuficiència renal o hepàtica o altres processos per a realitzar les modificacions necessàries en el pla d'alimentació.

## Altres recomanacions
Puc prendre edulcorants: s'utilitzen per a substituir al sucre i tenen un poder edulcorant molt superior al sucre refinat. Els acalòrics són el ciclamat, l'aspartam i la sacarina. El més recomanable de tots és l'aspartam. En general ha de respectar-se la quantitat màxima permesa, ja que la seva ingesta excessiva pot tenir efectes secundaris.
El sorbitol s'utilitza habitualment en els xiclets sense sucre. També és important respectar el seu consum màxim per a evitar efectes secundaris.
Ha de restringir-se el consum de sal: ha de restringir-se el consum de sal quan existeix hipertensió arterial. La diabetis no requereix una restricció especial en el contingut de sal de la dieta.
Puc prendre alcohol: en general les recomanacions per a una persona amb diabetis no difereixen de les aconsellables per a la població general. Ha d'aconsellar-se abstinència absoluta en casos d'embaràs, pancreatitis, neuropatia avançada, hipertrigliceridèmia o abús d'alcohol. En cas de prendre alcohol la ingesta màxima recomanada és de 2 begudes/dia per als barons i 1 beguda/dia per a les dones. Es considera que una beguda conté 15 g d'alcohol.
L'alcohol pot tenir efectes hiper o hipoglucemiants. Depèn de la quantitat d'alcohol ingerida en poc temps i si s'ha pres amb menjar o sense. Per a evitar l'efecte hipoglucemiant de l'alcohol s'aconsella prendre'l amb algun aliment. S'ha de tenir en compte que 1 g d'alcohol produïx 7 calories que es denominen buides perquè no tenen cap valor nutritiu.
Em puc fiar dels aliments especials per a diabètics?: En general depèn de la composició, ja que sota aquesta etiqueta existeixen aliments aconsellats i desaconsellats. És important evitar productes no etiquetats dels quals desconeixem el seu contingut en hidrats de carboni o la seva distribució calòrica. En cas de dubte és millor evitar-los. El consum de productes dietètics i per a diabètics ha de ser sempre controlat, consultat i recomanat per un especialista.